# Nikolai Elde Holmboe
Nikolai Elde Holmboe (* 8. März 2002) ist ein norwegischer Skilangläufer.

## Werdegang
Holmboe, der für den Bærums Verk Hauger IF startet, nahm bis 2022 an Juniorenrennen teil und startete im Dezember 2021 in Beitostølen erstmals im Scandinavian-Cup. Zudem wurde er im Jahr 2020 norwegischer Juniorenmeister im Sprint und kam bei den Olympischen Jugend-Winterspielen 2020 in Lausanne auf den fünften Platz über 10 km klassisch. Im Sprint holte er dort die Silbermedaille und im Cross die Goldmedaille. Im folgenden Jahr lief er bei den Junioren-Skiweltmeisterschaften 2021 in Vuokatti auf den fünften Platz im Sprint. In der Saison 2021/22 errang  er bei den Junioren-Skiweltmeisterschaften 2022 in Lygna den 27. Platz im Sprint und holte mit der Staffel die Silbermedaille. Zudem nahm er im März 2022 in Drammen erstmals am Skilanglauf-Weltcup teil, wo er den 41. Platz im Sprint errang. In der Saison 2024/25 holte er nach Platz fünf beim FIS-Rennen in Gålå, in Lillehammer mit dem zehnten  Platz im Sprint seine ersten Weltcuppunkte. Sein Zwillingsbruder Aleksander Elde Holmboe ist ebenfalls als Skilangläufer aktiv.